# 反革命罪
反革命罪（crimes of counterrevolution）是刑法上最严重的一类犯罪。通常是指以推翻现政权为目的的行为。“反革命”一词是在资产阶级革命后出现的。但在资本主义国家的刑法中，一般不使用“反革命罪”，而用内乱罪、外患罪等罪名。

## 歷史

### 蘇聯
蘇聯在十月革命後不久的俄國內戰期間，於1917年11月22日（公曆12月5日）發佈“人民委員會有關法院第一號令”：「為了打擊反革命力量，維護革命，與土匪、奸商，以及商人、工業大亨、職員等人的破壞行動與其他敵對行動進行鬥爭而成立工農革命法庭」。普通犯罪（竊盜、殺人、民事糾紛）由人民法院負責審理，而反革命罪由革命法庭負責審理，雖然實際上有時人民法院也審理反革命罪。革命法庭的法官由蘇維埃選舉，未必有法學知識，在1922年之前也無法律可依，只能依政府命令與革命意識判決。當時全俄各地有610個契卡工作委員會，1000多個革命法庭。1918年—1922年2月，殺人不少於200萬。
| 年份 | 平民革命法庭  | 軍事革命法庭 | 運輸革命法庭 |
| ---- | ------------- | ------------ | ------------ |
| 1918 | 12,223        |              |              |
| 1919 | 17,501        | 25,643       |              |
| 1920 | 33,097-41,206 | 167,162      | 9,596        |
| 1921 | 35,111-44,944 | 91,830       | 9,958        |
| 1922 | 36,551-45,811 | 45,540       | 27,200       |

### 中國

#### 中華民國
中華民國法律中以「反革命」為名或與之有關的法規，以刑事法規為大宗；刑罰中的「反革命」相當於北洋政府時期的「內亂罪」，或所謂的「叛國」、或今日的「間諜」、「洩漏國家機密」。明确将反革命作为一种罪行的法律是1927年2月9日武汉国民政府“中国国民党中央执行委员会暨国民政府委员临时联席会议”（简称“武汉联席会议”）第22次会议正式审议通过《反革命罪条例》，它规定：“凡意图颠覆国民政府，或推翻国民革命之权力，而为各种敌对行为者，以及利用外力，或勾结军队，或使用金钱，而破坏国民革命之政策者，均为反革命行为。”武汉临时联席会议速记录清楚显示，《反革命罪条例》的出台，完全是为审判北洋湖北督军陈嘉谟和武昌守将刘玉春而制订。1927年2月17日《蒋介石日记》记载：“六时半起床，静坐，批阅，会客。下午看书，会客。汉口联席会定反革命罪各则，以及各种宣传，对余与静江兄攻击，几无完肤，名余为独裁制，名静为昏庸，除CP以外，无一非反革命，必欲使我党党员各个击破殆尽。所恨者，本党党员谄奉、卑污、趋炎附势、执迷不悟之徒，其罪恶比敌尤甚也。”1927年2月19日，蒋中正在南昌的民众集会上发表演讲：“我只知道我是革命的，倘使有人要妨碍我的革命，反对我的革命，那我就革他的命。我只知道革命的意义就是这样，谁要反对我革命的，谁就是反革命！” 
1928年3月9日，南京國民政府公布《暂行反革命治罪法》，对反革命罪做了更细致的规定，然而各款內容大體延續。
1929年12月31日国民政府修正公布了《反革命案件陪审暂行法》，并于同日施行。该法赋予国民党地方党部上诉权，即国民党地方党部对于法院所判之“反革命案件”的第一审判决不服的，可于上诉期间内要求检察官上诉于上级法院。该法第三条规定“发回或发交更审时，得因党部之声请付陪审评议”，由国民党员组成“陪审团”，对该案作出“有罪”“无罪”或“犯罪嫌疑不能证明”的答复，法院必须根据这个答复作出判决。劉恆妏在論文中指出：南京國民政府在「反革命案件」審理程序中，特別採行了陪審制度，而此「黨員陪審制」，限定「25歲以上的中國國民黨員」具有陪審員資格，仰賴黨員對黨的忠誠與對黨義的認知，去定義反革命。
中國國民黨方面雖然在1931年初廢止相關法令，而代以《危害民國緊急治罪法》，然而，刑事法規中的「反革命」刑罰仍舊存在，並且，由於「危害民國」與「反革命」法規上的延續以及審判案例的便利考量，《危害民國緊急治罪法》頒行後，《暂行反革命治罪法》在司法上照舊有效，雖廢猶存。中国共产党沿用了这个做法，由中央執行委員會於1934年4月8日公布了《中华苏维埃共和国惩治反革命条例》。

#### 中华人民共和国
中华人民共和国成立后，于1951年2月20日經中央人民政府委員第十一次會議批准後，公布了《中华人民共和国惩治反革命条例》，规定：“凡以推翻人民民主政权，破坏人民民主事业为目的之各种反革命罪犯，皆依本条例治罪。”反革命罪是处治最严厉的法律罪名。1950年代初中國鎮壓反革命運動，共捕了262萬餘人，其中处决反革命分子71.2萬餘人。根據《爭鳴》雜誌引述「內部調查」結果，文革期間「十三萬五千餘人被以現行反革命罪判為死刑」。
1979年7月公布的《中华人民共和国刑法》，把反革命罪规定在分则第一章，并在第90条为反革命罪规定了如下的定义：“以推翻无产阶级专政的政权和社会主义制度为目的的、危害中华人民共和国的行为，都是反革命罪。”后来，随着政权稳固、社会发展，「反革命」一词已不符合国情；1997年修订《中华人民共和国刑法》取消了该罪名，并以“颠覆国家政权罪”取而代之。而1999年修订的《中华人民共和国宪法》第28条，也采取了同样的做法。2016年3月2日，全国人大代表、广东国鼎律师事务所主任朱列玉称1983年修订通过的《中华人民共和国人民检察院组织法》第4条仍有“反革命”字样，已不符合现时国情，建议删除。2018年10月26日，第十三届全国人大常委会第六次会议审议通过修订后的《中华人民共和国人民检察院组织法》，删除了与反革命有关的内容。